# Specie di Nymphaea
Elenco delle specie di Nymphaea:

## A

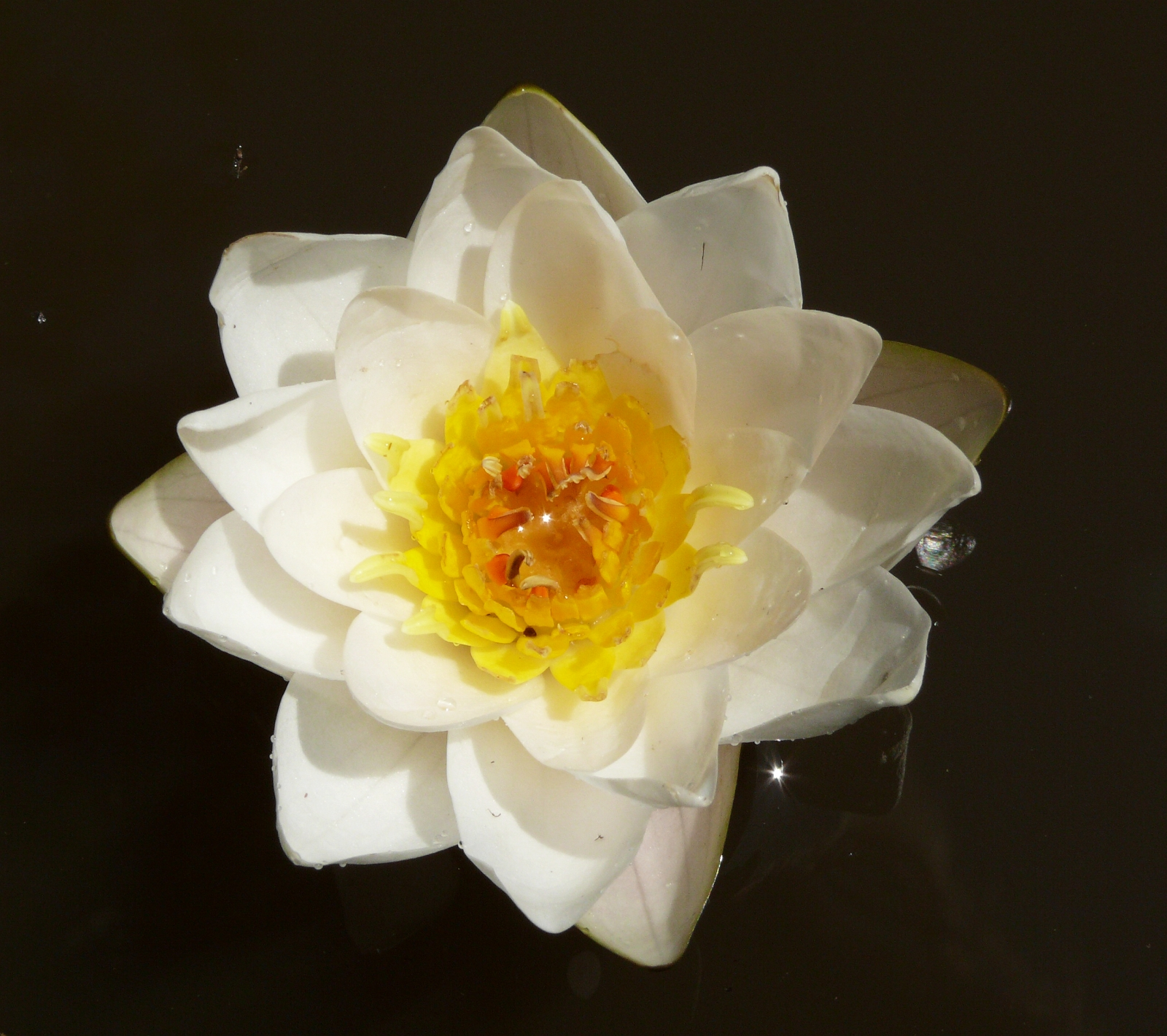
Nymphaea alba

- Nymphaea abhayana A.Chowdhury & M.Chowdhury
- Nymphaea alba  L., 1753
- Nymphaea alexii S.W.L.Jacobs & Hellq.
- Nymphaea amazonum  Mart. & Zucc., 1832
- Nymphaea ampla  (Salisb.) DC., 1821
- Nymphaea atrans S.W.L.Jacobs

## B
- Nymphaea belophylla  Trickett, 1971

## C
- Nymphaea candida C.Presl, 1822

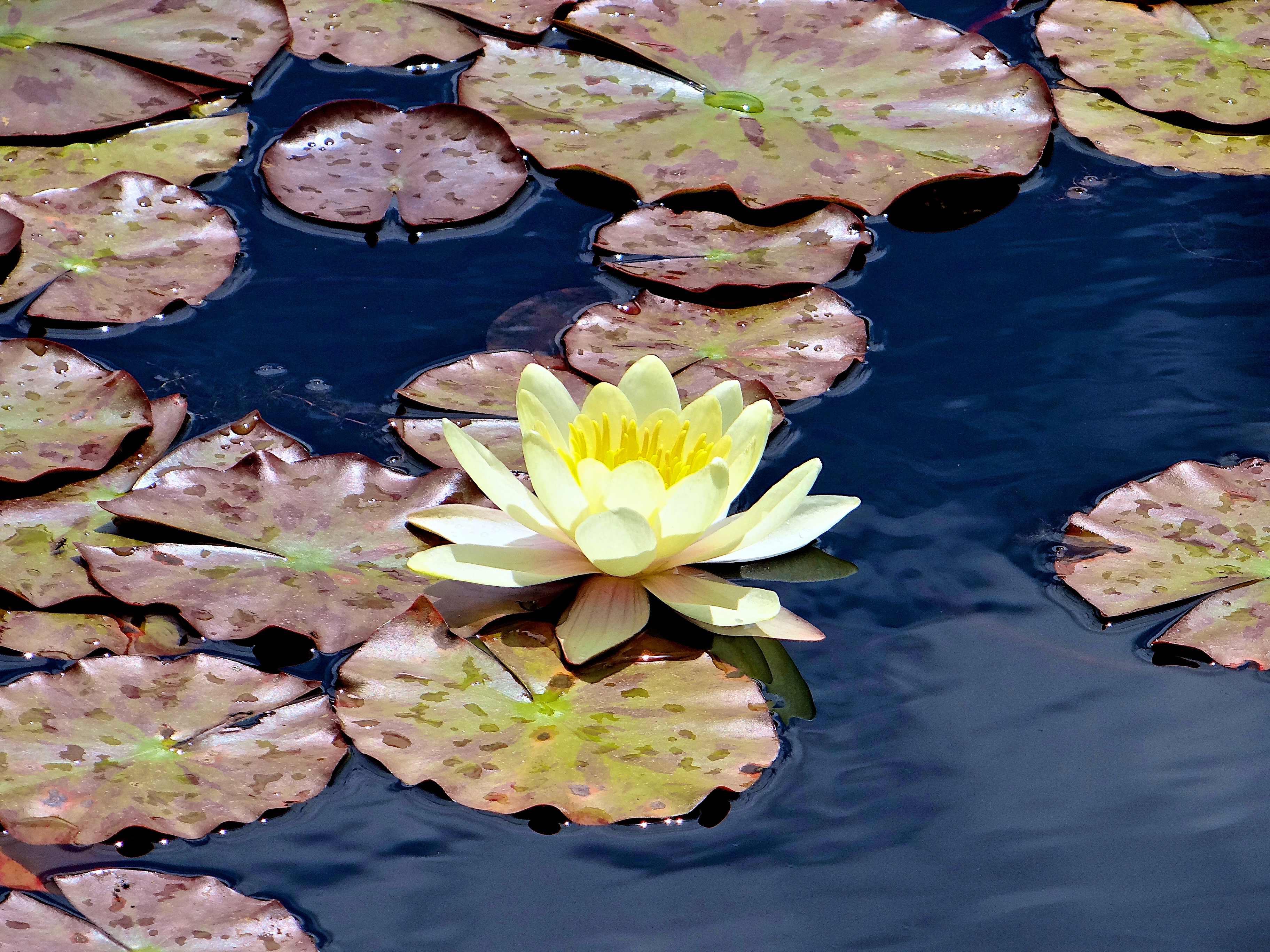
Nymphaea candida

- Nymphaea carpentariae S.W.L.Jacobs & Hellq.
- Nymphaea colchica (Woronow ex Grossh.) Kem.-Nath.
- Nymphaea conardii Wiersema, 1984

## D
- Nymphaea × daubenyana W.T.Baxter ex Daubeny
- Nymphaea dimorpha I.M.Turner
- Nymphaea divaricata  Hutch., 1931

## E
- Nymphaea elegans  Hook., 1851
- Nymphaea elleniae S.W.L.Jacobs

## G

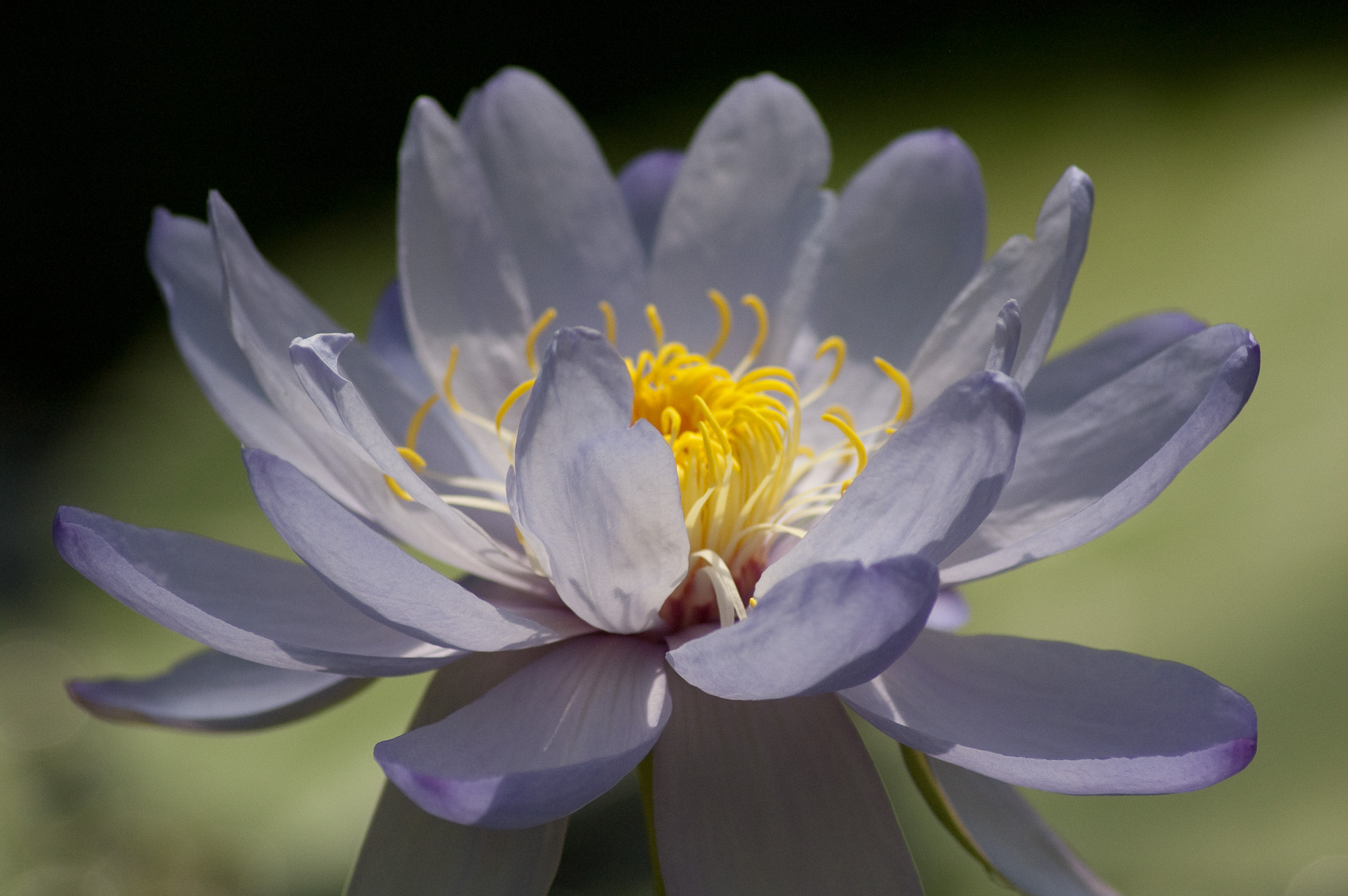
Nymphaea gigantea

- Nymphaea gardneriana  Planch., 1852
- Nymphaea georginae S.W.L.Jacobs & Hellq.
- Nymphaea gigantea Hook.
- Nymphaea glandulifera Rodschied, 1794
- Nymphaea gracilis Zucc., 1832
- Nymphaea guineensis Schumach. & Thonn.

## H
- Nymphaea hastifolia Domin
- Nymphaea heudelotii  Planch., 1853

## I
- Nymphaea immutabilis S.W.L.Jacobs

## J
- Nymphaea jacobsii Hellq.
- Nymphaea jamesoniana  Planch., 1853

## K
- Nymphaea kimberleyensis (S.W.L.Jacobs) S.W.L.Jacobs & Hellq.

## L

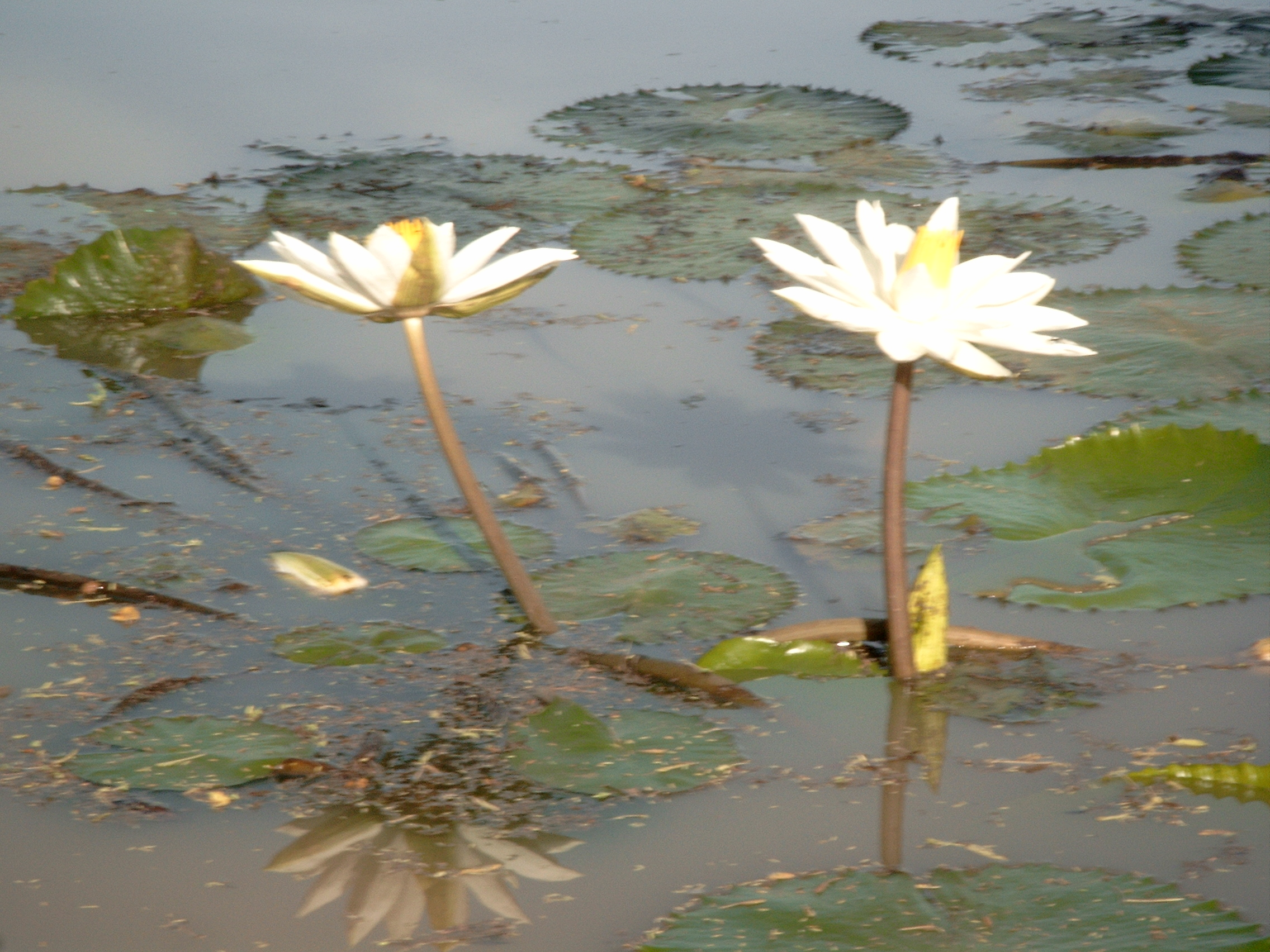
Nymphaea lotus

- Nymphaea lasiophylla  Mart. & Zucc., 1832
- Nymphaea leibergii  (Morong) Morong, 1888
- Nymphaea lingulata Wiersema
- Nymphaea loriana Wiersema, Hellq. & Borsch
- Nymphaea lotus  L., 1753
- Nymphaea lukei S.W.L.Jacobs & Hellq.

## M
- Nymphaea macrosperma Merr. & L.M.Perry
- Nymphaea maculata Schumach. & Thonn.
- Nymphaea malabarica  Poir., 1798
- Nymphaea manipurensis Asharani & Biseshwori
- Nymphaea mexicana  Zucc., 1832
- Nymphaea micrantha  Guill. & Perr., 1831

## N

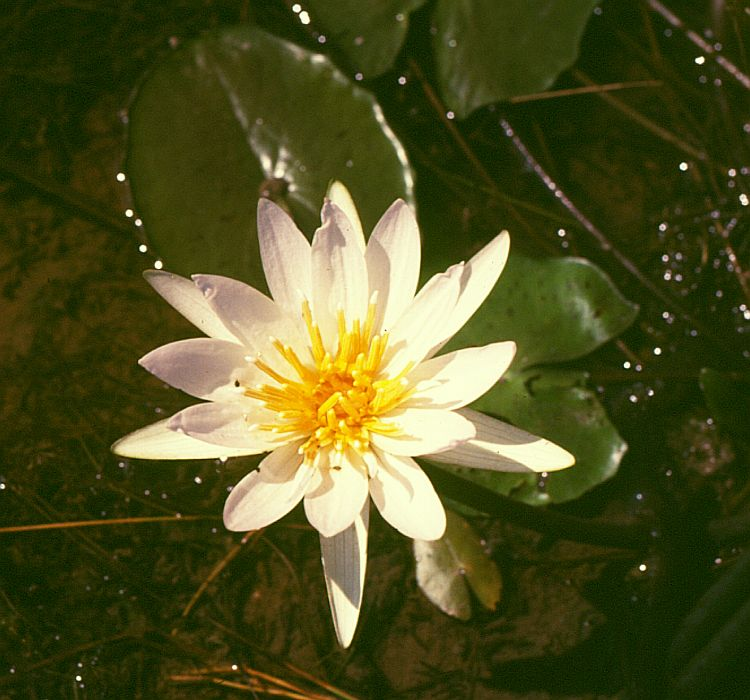
Nymphaea nouchali

- Nymphaea noelae S.W.L.Jacobs & Hellq.
- Nymphaea nouchali  Burm.f., 1768
- Nymphaea novogranatensis  Wiersema, 1984

## O
- Nymphaea odorata  Aiton, 1789

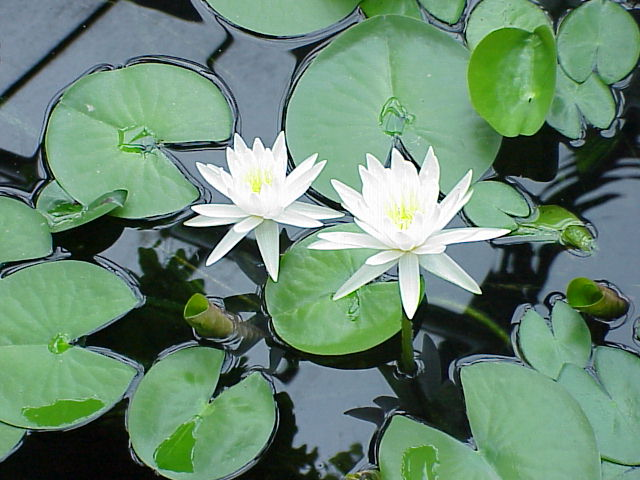
Nymphaea odorata

- Nymphaea ondinea Löhne, Wiersema & Borsch
- Nymphaea oxypetala  Planch., 1852

## P
- Nymphaea potamophila  Wiersema, 1984
- Nymphaea prolifera  Wiersema, 1984
- Nymphaea pubescens  Willd., 1799
- Nymphaea pulchella  DC., 1821

## R
- Nymphaea × rosea (Sims) Sweet

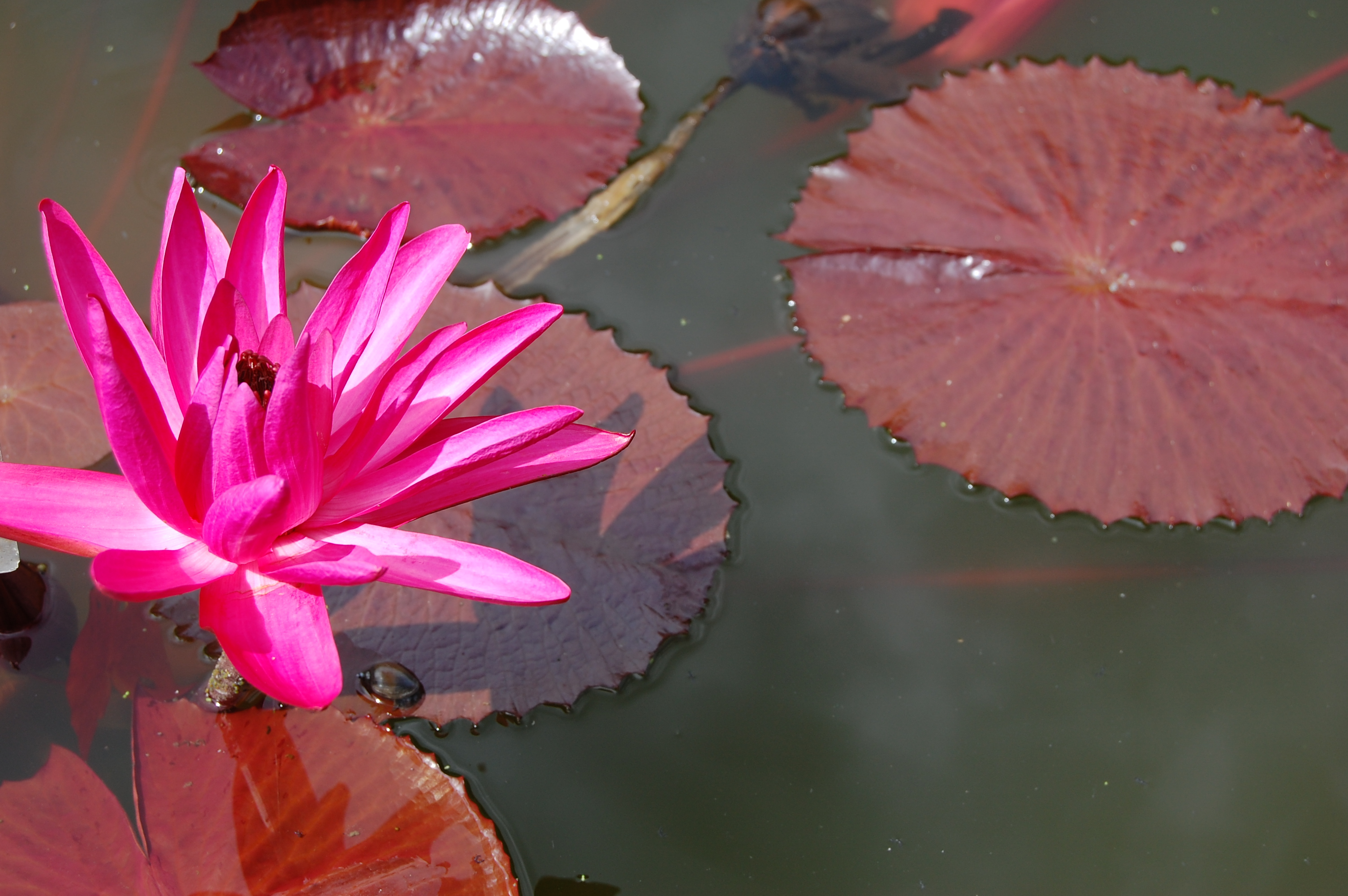
Nymphaea rubra

- Nymphaea rubra  Roxb. ex Andrews, 1808
- Nymphaea rudgeana  G.Mey., 1818

## S
- Nymphaea siamensis Puripany.
- Nymphaea stuhlmannii  (Engl.) Schweinf. & Gilg, 1903
- Nymphaea sulphurea  Gilg, 1903

## T

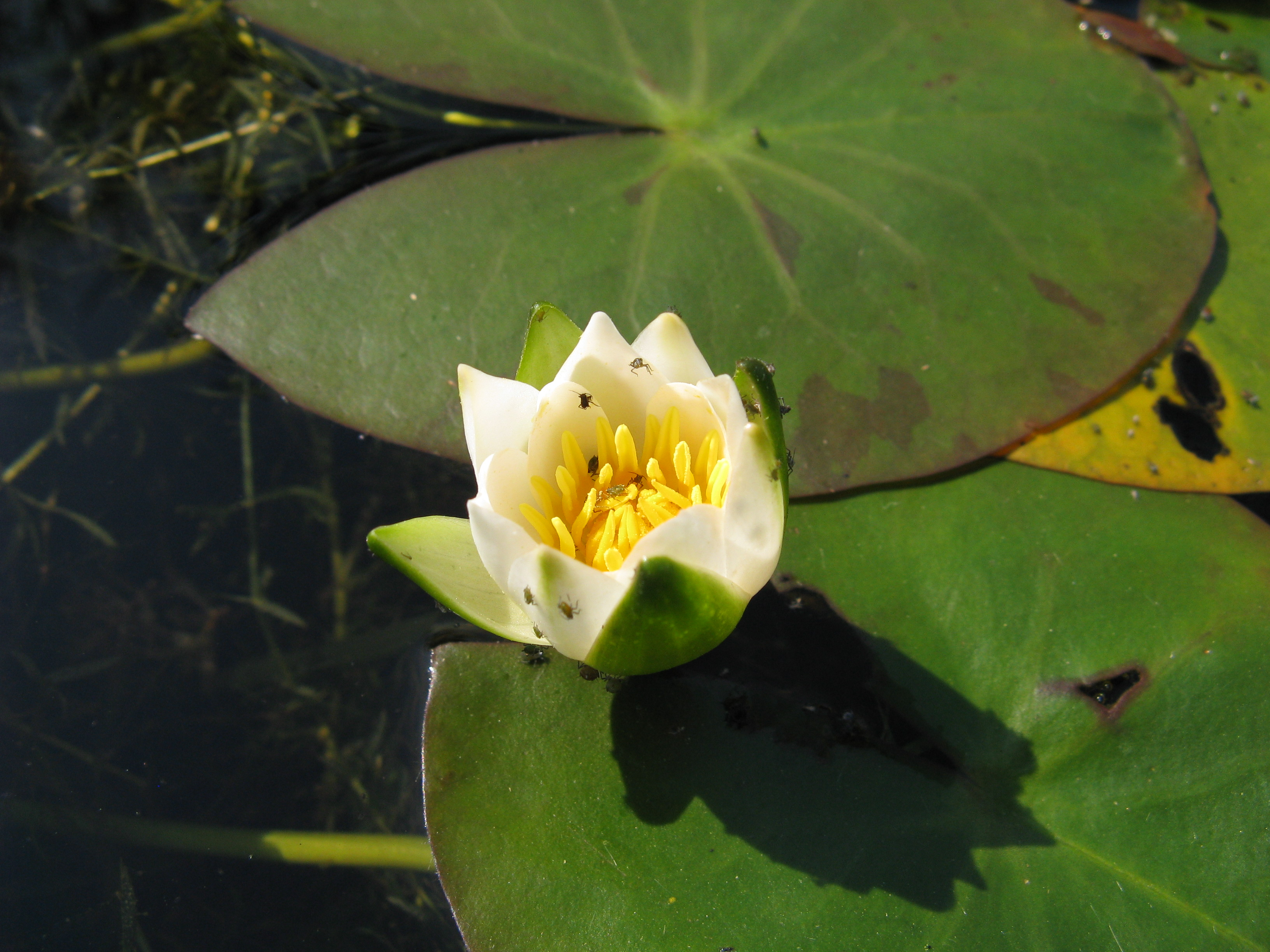
Nymphaea tetragona

- Nymphaea tenerinervia Casp.
- Nymphaea tenuinervia Casp.
- Nymphaea tetragona  Georgi, 1775
- Nymphaea thermarum Eb.Fisch.
- Nymphaea × thiona D.B.Ward

## V
- Nymphaea vanildae C.T.Lima & Giul.
- Nymphaea vaporalis S.W.L.Jacobs & Hellq.
- Nymphaea violacea Lehm.